# Корнесс, Доминик
Доминик Корнесс (англ. Dominic Corness; 5 мая 2003, Ливерпуль, Англия) — английский футболист, полузащитник клуба «Ливерпуль», выступающий на правах аренды за швейцарский «Ивердон-Спорт», и юношеской сборной Англии.

## Клубная карьера
Воспитанник академии «Ливерпуля», в которой занимался с пяти лет. Первый профессиональный контракт подписал в 2021 году. Спустя 18 месяцев стал основным игроком молодежной команды клуба, выступавшей в Юношеской лиге. Неофициально дебютировал за первую команду 12 декабря 2022 года в товарищеском матче против «Лиона», выйдя на замену на 61-й минуте.
В июле 2023 года перешёл на правах аренды до конца сезона в швейцарский «Ивердон-Спорт», только поднявшийся в Суперлигу. Дебютировал 23 июля в гостевой игре с «Цюрихом», заменив на 67-й минуте Неэми Лусуэну. 6 августа в гостевой игре с «Лозанной» на 71-й минуте заменил Уго Фаргеса; таким образом впервые в истории чемпионата Швейцарии на поле встретились двое англичан из противоположных команд (вторым был защитник «Лозанны» Арчи Браун). Впервые в стартовом составе вышел 19 августа в выездном матче первого круга Кубка Швейцарии против «Оте-Грюйе».

## Карьера в сборной
В марте 2023 года получил первый в карьере вызов в юношескую сборную Англии. Дебютировал 22 марта в матче против сборной Германии, заменив на 88-й минуте Карни Чуквуэмеку. Впервые в стартовом составе вышел спустя три дня в игре со сборной США.

## Стиль игры
Корнесс получил прозвище «волшебная палочка» (англ. The Wand) за высокие способности паса.